# Peperomia quadrifolia
Peperomia quadrifolia är en pepparväxtart som först beskrevs av Carl von Linné, och fick sitt nu gällande namn av Carl Sigismund Kunth. Peperomia quadrifolia ingår i släktet peperomior, och familjen pepparväxter. Inga underarter finns listade i Catalogue of Life.